# C. W. Hunt Company

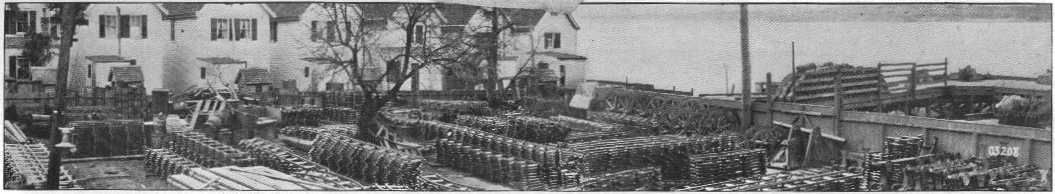
C. W. Hunts Warenlager mit vorgefertigten Gleisjochen, Weichen und Kreuzungen für die unverzügliche Auslieferung

Die C. W. Hunt Company war ein amerikanisches Ingenieurbüro mit Sitz in West New Brighton auf Staten Island. Das Unternehmen stellte markenrechtlich geschützte „industrielle“ Schmalspurbahnen sowie Kohle- und Erzverarbeitungsmaschinen her. Ferner baute es unter anderem Gleisanlagen, Kaianlagen, Docks, Lagerhallen, Kraftwerke und Kräne.

## Geschichte

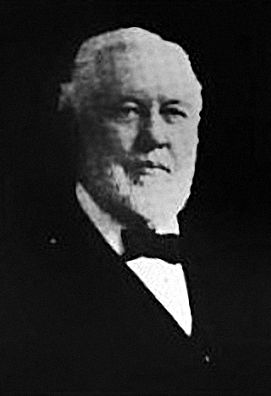
C. W. Hunt

Das Unternehmen wurde 1872 von Charles Wallace Hunt (* 13. Oktober 1841; † 27. März 1911) gegründet. Es war nicht so erfolgreich und bekannt wie andere industrielle Anbieter, obwohl es ein wohlüberlegtes Sortiment anbot. Die Firma mit Sitz in New York lieferte Seile, Kohleumschlaggeräte, Kräne und komplette Industriebahnen. Das innovative Unternehmen wurde 1920 von der Yale and Towne Manufacturing Company aufgekauft, kurz nachdem C. W. Hunt Co. einen batteriebetriebenen Gabelstapler produziert hatte.

## Produkte
Das Unternehmen vertrieb Dampf- und Elektro-Hebezeuge, Kohle- und Erzumschlagmaschinen, Mastbeschläge, Kohlebehälter, Hebeblöcke, Schubkarren, geräuschlose Förderer, Kübelförderer, automatische Bahnen, Seilbahnen, Werksbahnen, Kohleförderer zur Dampferzeugung, Manila-Transmissionsseile, Speicherbatterie-Flurförderzeuge, Kohle- und Aschetore sowie Laufkatzen.

## Industrielle Schmalspurbahnen

### Marke
Das Wort „Industrial“ wurde 1493 von der C. W. Hunt Company als Registered Trade Mark für ihr Eisenbahnmaterial und ihre Ausrüstung beim US-Patentamt eingetragen. Es war daraufhin für andere Firmen illegal, Eisenbahnmaterial oder -ausrüstung mit dieser Bezeichnung zu verkaufen oder zum Verkauf anzubieten oder ein dieser Marke ähnliches Wort auf dem Material entweder durch Schreiben oder Drucken anzubringen oder mündlich zu erwähnen, unabhängig davon, ob ein Etikett angebracht war oder nicht.

### Außenliegende Spurkränze

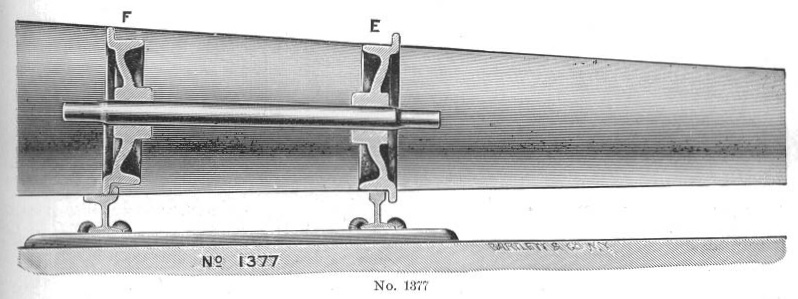
Der außenliegende Spurkranz des äußeren Rades lief in Gleisbögen mit kleinem Radius auf der profilierten äußeren Schiene, um die Umfangsgeschwindigkeiten an die unterschiedlichen Schienenlängen anzupassen

Um Kurven die Geräuschentwicklung und den übermäßigen Verschleiß des Spurkranzes durch das Anlaufen der Spurkränze an die Flanke der Schiene zu vermeiden, hatten die industriellen Schmalspurbahnen der C. W. Hunt Company außenliegende Spurkränze. Bei kleinen Radien lief der Spurkranz des äußeren Rades auf der Oberkante der besonders hierzu profilierten äußeren Schiene. Da der Spurkranz einen größeren Durchmesser als die Lauffläche des Rades hat, wurden dadurch die bei konventionellen Radsätzen als nachteilhaft erachteten Geschwindigkeitsunterschiede ausgeglichen, die normalerweise entstehen, weil die äußere Schiene in einem Bogen länger ist als die innere Schiene.

## Veröffentlichungen
- C. W. Hunt Company: Coal Handling Machinery: No. 9306. 1893.
- Charles Wallace Hunt. American Society of Mechanical Engineers, President's Address 1898: The Engineer, His Work, His Ethics, His Pleasures. American Society of Mechanical Engineers, 1898.
- Charles Wallace Hunt: Manila Rope: Transmission and Hoisting. 1912.
- Charles Wallace Hunt: Heat Transmission in Poor Conductors. 1913.

## Patente
- Patent  US708713A: Hoisting apparatus. Angemeldet am 20. Februar 1902, veröffentlicht am 9. September 1902, Erfinder: Charles Wallace Hunt.‌
- Patent  US729868A: Hoisting apparatus. Angemeldet am 20. Februar 1902, veröffentlicht am 2. Juni 1903, Erfinder: Charles Wallace Hunt.‌
- Patent  US796074A: Coal-chute, &c.. Angemeldet am 6. März 1905, veröffentlicht am 1. August 1905, Erfinder: Charles Wallace Hunt, Charles C. King.‌
- Patent  US1020607A: Motor-truck. Angemeldet am 30. Dezember 1910, veröffentlicht am 19. März 1912, Erfinder: Charles Wallace Hunt et al.‌
- Patent  US1048834A: Conveyer. Angemeldet am 30. Dezember 1910, veröffentlicht am 31. Dezember 1912, Erfinder: Charles Wallace Hunt et al.‌

## Weblinks

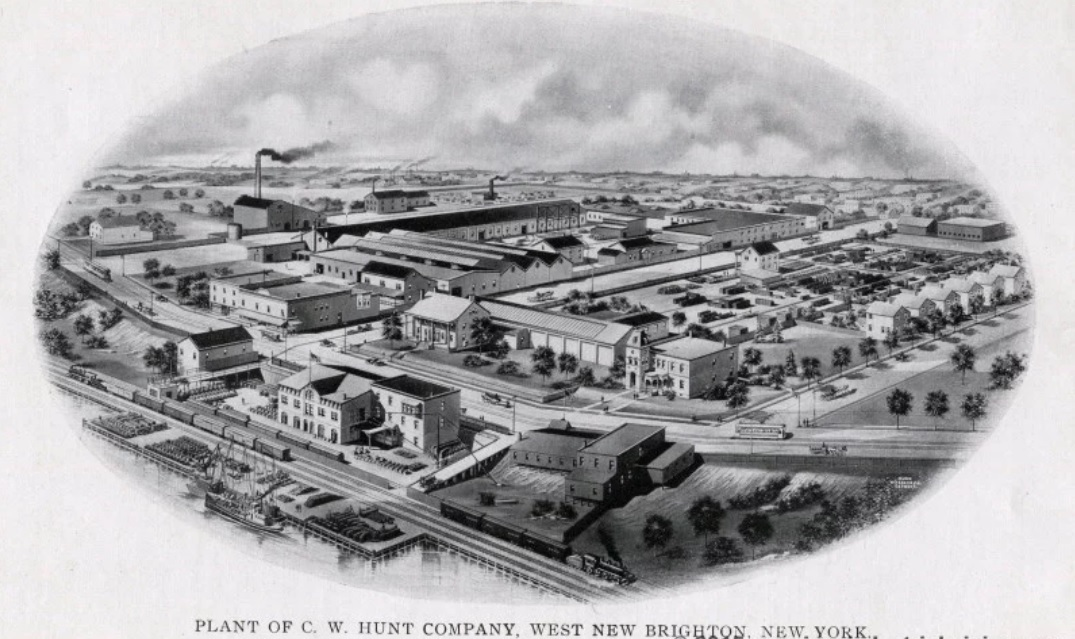
Fabrik der C. W. Hunt Company in West New Brighton